# Tour dei British and Irish Lions 1910

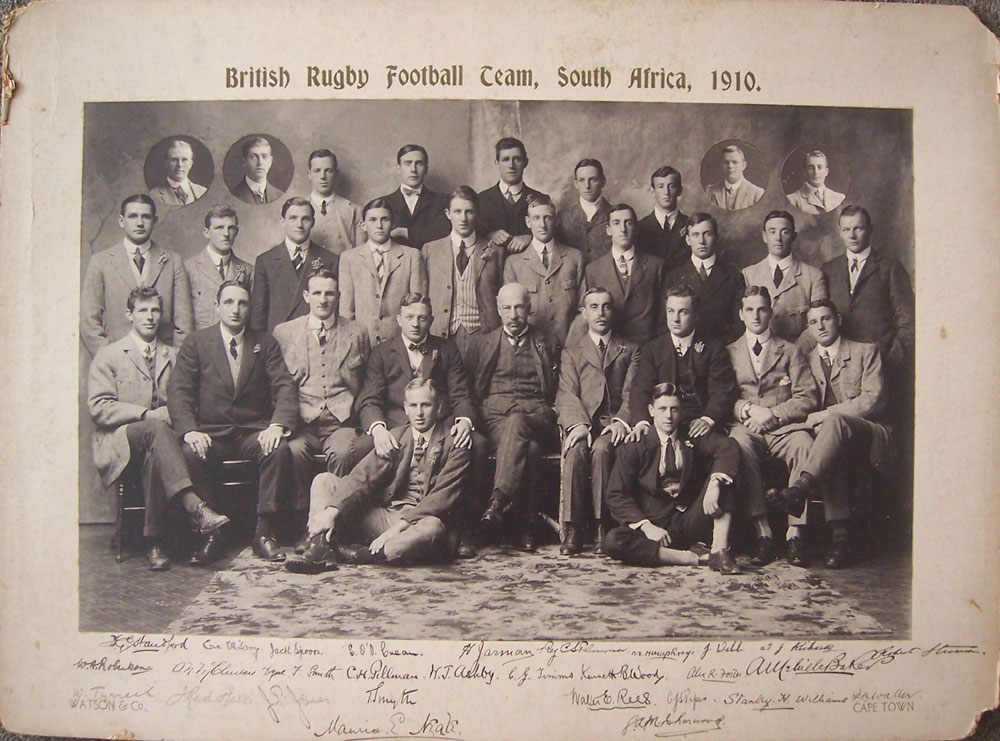
Il team delle isole britanniche del 1910

Il Tour dei British and Irish Lions 1910 fu l'ottavo tour di una selezione delle isole Britanniche e il quarto verso il Sudafrica. Viene retroattivamente classificato come un tour dei British Lions, anche se il nome Lions venne adottato solo nel 1950. Oltre che in Sudafrica, è compreso anche un match a Bulawayo in Rhodesia, ora Zimbabwe.
La squadra era guidata dall'irlandese Tommy Smyth ed organizzata da Walter E. Rees e W. Cail. Il tour si articolò su 24 partite di cui ventuno contro club o selezioni e tre test match contro la nazionale del Sudafrica. Le isole britanniche persero due match e ne vinsero un solo.
Con sette giocatori del Newport RFC convocati per il tour venne stabilito un record per il tour dei Lion: il numero di giocatori provenienti dallo stesso team.
È il primo tour organizzato e gestito realmente dalle 4 federazioni rugbystiche britanniche.
Il Sudafrica vinse la serie con due vittorie contro una dei Lions

## Il team
- Managers: Walter E Rees e W Cail

| Nome                   | Ruolo      | Club                      | Nazione         | Test disputati |
| ---------------------- | ---------- | ------------------------- | --------------- | -------------- |
| Stanley Williams       | Estremo    | Newport                   | Inghilterra     | 3              |
| Mel Baker              | tre-quarti | Newport                   | Galles          | 1              |
| Reg Plummer            | tre-quarti | Newport                   | Galles          | 0              |
| M.E. Neale             | tre-quarti | Bristol                   | Inghilterra     | 3              |
| Alexander Foster       | tre-quarti | City of Derry R.F.C.      | Irlanda         | 2              |
| C.G. Timms             | tre-quarti | Edinburgh University      | Scozia(*)       | 0              |
| Jack Jones             | tre-quarti | Newport                   | Galles          | 3              |
| J.A. Spoors            | tre-quarti | Bristol                   | Inghilterra     | 3              |
| K.B. Wood              | tre-quarti | Leicester                 | Inghilterra     | 2              |
| Noel Forbes Humphreys  | Mediano    | Tynedale                  | Galles (*)      | 0              |
| A. N. McClinton        | Mediano    | North of Ireland          | Irlanda         | 0              |
| G.A.M. Isherwood       | Mediano    | Cheshire and Sale         | Inghilterra (*) | 3              |
| Eric Milroy            | Mediano    | Watsonians                |                 | 0              |
| Tommy Smyth (capitano) | Avanti     | Newport                   | Irlanda         | 2              |
| William Tyrrell        | Avanti     | Queen's University        | Irlanda         | 0              |
| Dyne Fenton Smith      | Avanti     | Richmond                  | Inghilterra     | 3              |
| Phil Waller            | Avanti     | Newport                   | Galles          | 3              |
| James Reid-Kerr        | Avanti     | Greenock Wanderers        | Scozia          | 0              |
| R.C. Stevenson         | Avanti     | St Andrews University RFC | Scozia          | 3              |
| Louis Moritz Speirs    | Avanti     | Watsonians                | Scozia          | 0              |
| E. O'D Crean           | Avanti     | Liverpool St Helens FC    | Inghilterra(*)  | 0              |
| Harry Jarman           | Avanti     | Newport                   | Galles          | 3              |
| O.J.S. Piper           | Avanti     | Cork Constitution         | Irlanda         | 1              |
| W.A. Robertson         | Avanti     | Edinburgh University      | Scozia          | 0              |
| C.H. Pillman           | Avanti     | Blackheath                | Inghilterra     | 2              |
| W.J. Ashby             | Avanti     | Queen's College           | Irlanda         | 0              |
| Frank Handford         | Avanti     | Kersal                    | Inghilterra     | 2              |
| T.J. Richards          | Avanti     | Bristol                   | Inghilterra     | 2              |
| Jim Webb               | Avanti     | Abertillery               | Galles          | 3              |

(*) = Giocatori senza presenze nella rispettiva nazionale

## Risultati
| Mossel Bay 11 giugno 1910 | South Western District | 4 – 14 | Gran Bretagna XV |  |

| Città del Capo 15 giugno 1910 | Western Province Country | 3 – 9 | Gran Bretagna XV |  |

| Città del Capo 18 giugno 1910 | Western Province College | 3 – 11 | Gran Bretagna XV |  |

| Città del Capo 22 giugno 1910 | Western Province Town | 11 – 11 | Gran Bretagna XV |  |

| Città del Capo 25 giugno 1910 | Western Province | 3 – 5 | Gran Bretagna XV |  |

| Kimberley 29 giugno 1910 | Griqualand West | 8 – 0 | Gran Bretagna XV |  |

| Johannesburg 2 luglio 1910 | Transvaal | 27 – 8 | Gran Bretagna XV |  |

| 5 luglio 1910 | Pretoria | 0 – 17 | Gran Bretagna XV | Pretoria |

| Johannesburg 7 luglio 1910 | Transvaal Country | 4 – 45 | Gran Bretagna XV |  |

| Johannesburg 9 luglio 1910 | Transvaal | 13 – 6 | Gran Bretagna XV |  |

| Pietermaritzburg 13 luglio 1910 | Natal | 16 – 18 | Gran Bretagna XV |  |

| Durban 17 luglio 1910 | Natal | 13 – 19 | Gran Bretagna XV |  |

| Bloemfontein 20 luglio 1910 | Orange River Colony | 9 – 12 | Gran Bretagna XV |  |

| Kimberley 23 luglio 1910 | Griqualand West | 9 – 3 | Gran Bretagna XV |  |

| Kimberley 27 luglio 1910 | Cape Colony | 19 – 0 | Gran Bretagna XV |  |

| Bulawayo 30 luglio 1910 | Rhodesia | 11 – 24 | Gran Bretagna XV |  |

| Arbitro: | R. Stanton |

|                                |      |                |
| de Villiers, Hahn Luyt, Morkel | mt   | Foster, Spoors |
| Morkel                         | tr   |                |
|                                | drop | Jones          |

| Burgersdorp 10 agosto 1910 | North Eastern Districts | 8 – 8 | Gran Bretagna XV |  |

| East London 13 agosto 1910 | Border | 10 – 30 | Gran Bretagna XV |  |

| King Williams Town 17 agosto 1910 | Border | 13 – 13 | Gran Bretagna XV |  |

| Port Elizabeth 20 agosto 1910 | Eastern Province | 6 – 14 | Gran Bretagna XV |  |

| Arbitro: | R: Stanton |

|       |    |               |
| Mills | mt | Neale, Spoors |
|       | tr | Pillman       |

| Arbitro: | R: Stanton |

|                                 |      |         |
| Allport, F Luyt, Reynecke, Roos | mt   | Spoors  |
| D Morkel 3                      | tr   | Pillman |
| D Morkel                        | c.p. |         |

| Città del Capo 6 settembre 1910 | Western Province | 8 – 0 | Gran Bretagna XV |  |